# Wierde (plaats)
Wierde (uitspraak [vjɛʀd], "vjerde") is een deelgemeente van Namen in België. Het ligt op 7 km ten zuidoosten van de Waalse hoofdstad, net ten oosten van de E411. Het was tot de gemeentelijke herindeling van 1977 een zelfstandige gemeente, waartoe ook het dorp Andoy behoorde. Nog altijd wordt het gehele grondgebied van de beide dorpskernen soms aangeduid als Andoy-Wierde. Er staat in Wierde een grote manege voor het trekpaard.

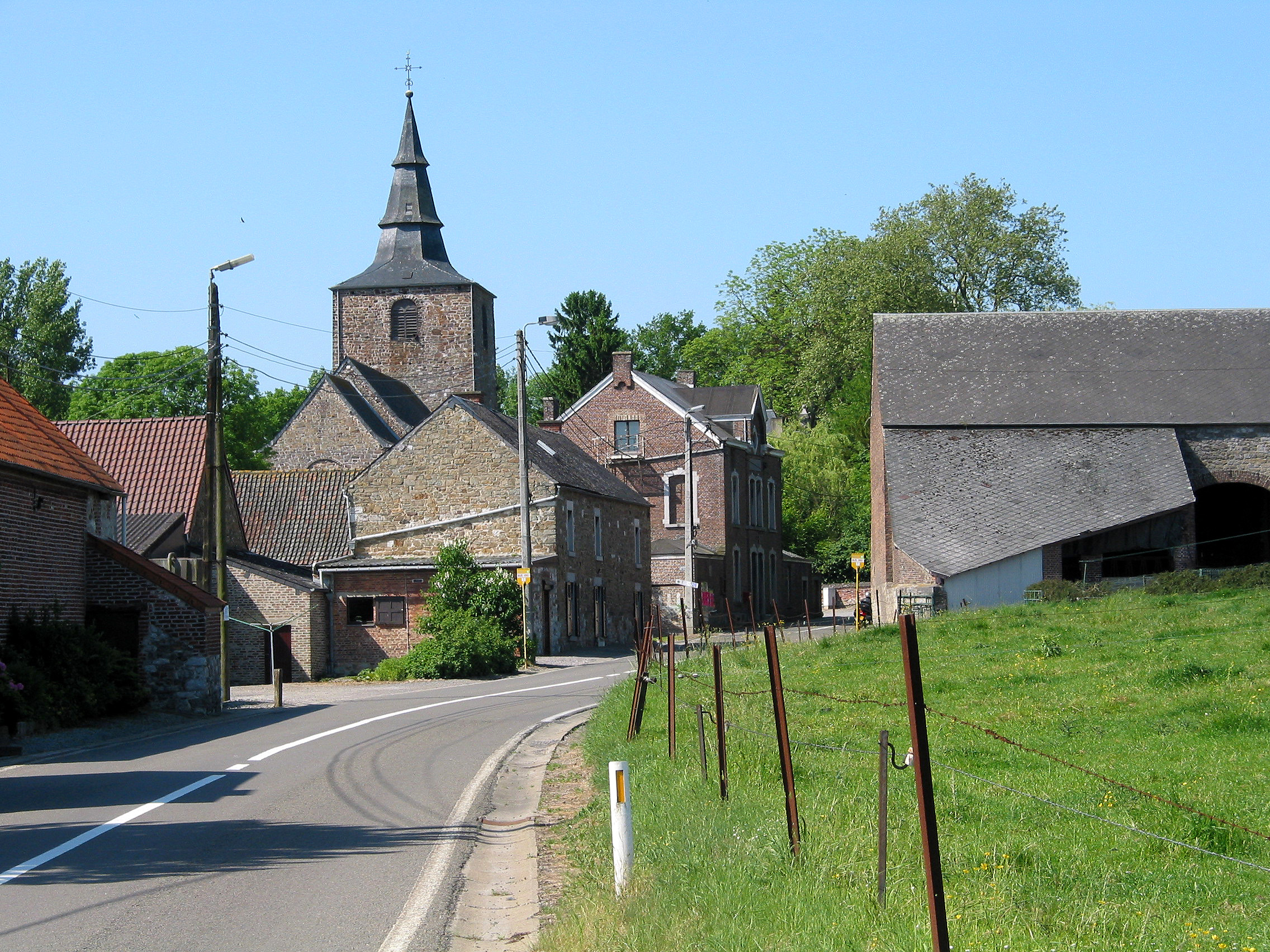
De buurt van de kerk.

De naam Wierde is afgeleid van de 12e-eeuwse benaming Werde en van de Gallische term vereta: kronkelige rivier.
In de kern van het dorp staat een goed bewaard gebleven romaanse kerk uit de 11e en 12e eeuw, gebouwd in breukstenen van kalksteen, met een massieve toren, drie beuken van elk zes traveeën, een koor met een rechte koorafsluiting en een donjon uit de 11e eeuw. De kerk is gewijd aan Notre-Dame du Rosaire, Onze Lieve-Vrouw van de Rozenkrans.
De oude dorpskern van Wierde vormt een landschappelijk en architecturaal fraai geheel. De oude boerderij van Tronquois voegt zich daar naadloos in. De bomen in het park van Reppeau zijn van dendrologische betekenis.

## Demografische ontwikkeling
- Bronnen:NIS, Opm:1831 tot en met 1970=volkstellingen, 1976= inwonersaantal op 31 december

Deelgemeenten: Beez · Belgrade · Boninne · Bouge · Champion · Cognelée · Daussoulx · Dave · Erpent · Flawinne · Gelbressée · Jambes · Lives-sur-Meuse · Loyers · Malonne · Marche-les-Dames · Namen · Naninne · Rhisnes · Saint-Marc · Saint-Servais · Suarlée · Temploux · Vedrin · Wépion · Wierde

Overige plaatsen: Andoy · Bomel · Bossimé · Bricniot · Brumagne · Frizet · Grognon · Gros Buisson · Herbatte · La Plante · Limoy · Mosanville · Ronet · Salzinnes · Velaine · Wartet

Belgische gemeenten · arrondissement Namen · provincie Namen · Wallonië